# Worms (videoigra)
Worms je naziv za skup igara koje je razvio Team17. Igre nose engleski naziv Worms (hrv. crvi) zbog činjenice da igrač upravlja skupom crva koji moraju uništiti neprijatelja (također crve). Iako nasilna, u igri nema krvi i ima podosta humora. Crve je osmislio Andy Davidson.

## Worms igre
Worms igre radile su se na nekoliko engina te bile u 2D i 3D varijantama. Slijedi popis svih Worms igara napravljenih do sada:

### 2D naslovi
Prva generacija
U prvu generaciju spadaju igre s lošijom grafikom i među prvima u Worms serijalu.
- Worms (1994)
- Worms Reinforcements (1995)
- Worms & Reinforcements United (1996)
- Worms: The Director's Cut (1997)

Druga generacija
Druga generacija ima znatno bolju grafiku i još danas je u prodaji.
- Worms 2 (1997)
- Worms Armageddon (1999)
- Worms World Party (2000)
- Worms Open Warfare (2006)

### 3D naslovi
3D igre počinju Worms 3D-om nakon čega su napravljene još dvije 3D igre dok se Team17 nije vratio na 2D Crve (Worms Open Warfare).
- Worms 3D (2003)
- Worms Forts: Under Siege (2004)
- Worms 4: Mayhem (2005)

### Naslovi omašaka (Spin-offnaslovi)
Crvi imaju podosta omašaka (spin-off) (igre koje koriste iste likove ili oružja, ali nemaju isti koncept) od kojih su neke napravili obožavatelji, a neke Team17.
- Worms Pinball (1999)
- Worms Blast (2002)
- Worms Breakout
- Worms Breakout

## Oružja
Crvi često koriste poprilično bizarna oružja, ali i već postojeća. Nove igre gotovo uvijek uključuju nova. Na oružja se treba naviknuti (pogotovo na ručni raketni bacač) jer se mnoga koriste na različite načine i na većinu utječe vjetar. Slijedi popis oružja u svim Worms igrama s hrvatskim prijevodom imena.

### Projektilska oružja
- Bazooka(hr. ručni raketni bacač)
- Homing missile (hr. navodeća raketa)
- Mortar (hr. minobacač)
- Grenade (hr. granata)
- Cluster Bomb (hr. skupna bomba)
- Banana bomb (hr. banana-bomba)
- Holy Hand Grenade (hr. granata svete ruke)
- Petrol Bomb (hr. benzin-bomba)

### Vatrena oružja
- Handgun (samokres)
- Uzi (strojnica)
- Minigun
- Longbow (hr. luk i strijela)
- Shotgun (hr. sačmarica)

### Životinje i ljudi
- Sheep Launcher (hr. bacač ovaca)
- Homing Pigeon (hr. golub pismonoša)
- Aqua/Super Sheep (hr. Vodena/Super ovca)
- Cloned Sheep (hr. klonirana ovca)
- Mad Cow (hr. luda krava)
- Mole Bomb (hr. krtica bomba)
- Old Woman (hr. starica)
- Salvation Army (hr. vojska spasa)
- Sheep (hr. ovca)
- Skunk (hr. tvor)

### Borba prsa o prsa
- Baseball Bat (hr. Baseballska palica)
- Viking Axe (hr. Vikinška sjekira)
- Dragon Ball
- Fire Punch (hr. Vatreni udarac)
- Prod (hr. Ubod)
- Kamikaze
- Suicide Bomber (hr. Bombaš samoubojica)

### Eksplozivi
- Proximity Land Mine (hr. Mina za blizinu)
- Dynamite (hr. Dinamit)
- Priceless Ming Vase (hr. Neprocjenjiva vaza iz dinastije Ming)

### Napadi iz zraka
- Air Strike (hr. Napad iz zraka)
- Carpet Bomb (hr. Tepih-bomba)
- Mail Strike (hr. Napad poštom)
- French Sheep Strike (hr. Napad francuskim ovcama)
- MB Bomb
- Mine Strike (hr. Napad minama)
- Concrete Donkey (hr. Betonski magarac)
- Mole Squadron (hr. Eskadrila krtica)
- Napalm Strike (hr. Napad napalmom)

## Alati
Ova lista još uvijek mora biti završena stoga nema sve podatke o Worms oružju. Kasnije će biti dodani i opisi oružja kao i njihovo korištenje

## Crvi
Sami protagonisti u igri su se mijenjali s vremena na vrijeme. U početku su imali okrugle oči i nisu imali ruke, no već u drugoj generaciji igara su dobili šake. Kada su došli Worms 3D, oči su dobile jedinstven oblik, a crvi u igri zube i jezik. U ranijim igrama (npr. Worms 2) na omotima su imali noseve dok su se ponekad vidjeli čak i kolutići.   
U igrama se često spominje Boggy B. Iako se prvo spominje u riječima Wormsong pjesme, Boggy je bio u Wormipediji (enciklopedija o oružju u Worms igrama), njegovo ime je jedno od imena koje se mogu odabrati za crva, a također je i lik kojim se može igrati u Worms Blastu. Ima sestru Suzette. Njegov je otac otišao kada je imao dvije godine i otada je trenirao svaki dan, tri godine prije negoli je dobio priliku otići u bitku. Visok je otprilike 96 mm (tri palca).
Spadge je bio Boggy B-ov najbolji prijatelj koji je poginuo na bojnom polju na mostu. Boggy je tražio osvetu i uništio Spadgeovog ubojicu dinamitom.
Clagnut (dobio ime po Martyn 'Spadge' Brownu, jednom od razvojnih programera u Team17) je spomenut samo u novijoj verziji Wormsonga. Prema pjesmi, Clagnut je Spadgeov sin i možda Boggy B-ev nećak (Boggy B se spominje kao njegov ujak) koji je na izvidničkoj misiji spasio Boggy-a.
U misiji "Rescue Agent Dennis" iz Worms Armagedona spominje se crv Dennis. Zadatak je bio spasiti agenta. Iako nije jako značajan u Worms igrama ipak se pojavio u Wormipediji u Worms 3D. Agent Dennis je nazvan po John Dennisu iz Teama 17.

## Religije
Religije su u stvari načini igranja. Postoje dvije glavne, ali sveukupno imaju četiri: Lightside (svijetla strana), Darkside (tamna strana), Brightside (sjajna strana) i Grayside (siva strana). 

#### Lightside
Lightsideri vjeruju u hrabru borbu do smrti. Najčešće koriste granate i bazuke. Prihvaćaju učenja Betonskog magarca.
Sam Betonski magarac je zapravo jedno od najmoćnijih oružja, pogotovo za napad na Darksidere. Magarca je osmislio Andy Davidson jer je u mladosti mislio da je kip magarca u vrtu zapravo pravi magarac zarobljen u betonu.

#### Darkside
Darksideri se zakopaju u tunele i ponekad izađu da dokrajče neprijatelje. Opisani su kao zli i podli, a bog im je Bivol laži. U Worms 3D-u je postalo poprilično teško biti Darksider zbog nemogućnosti kopanja. Omiljena oružja Darksidera su navodećeg tipa, a često koriste girdere kao zidove za zaštitu. Nabolje oružje protiv Darksidera je betonski magarac i krtico-bomba.

#### Brightside
Brightsideri prihvaćaju bilo koju religiju kada je potrebno. Moto im je "no shame in using your brain" (nema sramote u korištenju mozga). Nemaju boga.

#### Greyside
Greysideri su mješavina Darksidera i Lightsidera. Bit će Lightsiderske religije, ali ako nešto zaista pođe po zlu prijeći će na Darksidere. Bog im je AWG (Angular Wooden Giraffe), drvena žirafa bez jednog uha koju je osmislio Andy Davidson.

## Poveznice
- Worms 2 website  Arhivirana inačica izvorne stranice od 12. listopada 2009. (Wayback Machine)
- Worms Armageddon website  Arhivirana inačica izvorne stranice od 2. rujna 2006. (Wayback Machine)
- Worms 3D website  Arhivirana inačica izvorne stranice od 7. kolovoza 2008. (Wayback Machine)
- Worms Forts website  Arhivirana inačica izvorne stranice od 1. lipnja 2005. (Wayback Machine)
- Worms 4: Mayhem website